# Solarstation (Roman)
Solarstation ist ein Science-Fiction-Thriller und das zweite Werk Andreas Eschbachs. Den auffallend starken Unterschied zu seinem Erstling Die Haarteppichknüpfer erklärt der Autor selbst mit der Frustration durch die zahlreichen Ablehnungen seines Debüts durch deutsche Verlage und den Versuch, einen Roman mit viel „Action“ zu schreiben.

## Inhalt
Im Jahr 2015 haben sich die politischen Machtverhältnisse vollkommen verschoben – Japan, die führende Macht, hat den Plan, die Erde mittels Solarstationen im Weltraum mit Energie zu versorgen. Der Held des Romans, der US-Amerikaner Leonard Carr hat auf der Station Nippon die Tätigkeiten eines Hausmeisters zu erfüllen. Er hat eine von der Mannschaft geduldete Sexbeziehung mit einem weiblichen Besatzungsmitglied.
Die Raumstation hat riesige Solarflächen, welche aus nur im Weltraum herstellbarem Silizium gefertigt sind. Die Raumstation überfliegt die Erde von Pol zu Pol und passiert dabei praktisch jeden Punkt der Erde. Die Energieübertragung an die Bodenstation erfolgt mittels eines starken Mikrowellenstrahls, während die Nippon den Empfänger an der Bodenstation überfliegt.
Zu Beginn des Buchs gibt es Probleme mit der Energieübertragung. Diese bricht aus unerklärlichen Gründen immer wieder ab, obwohl sie vorher stets gut funktionierte. Der Kommandant der Nippon vermutet Sabotage als Grund.
Der Abflug des nächsten erwarteten Shuttles, das Versorgung und Menschen transportieren soll, verzögert sich. Am Morgen nach einem gescheiterten Energieübertragungsversuch wird ein Mitglied der Mannschaft, ein genialer Ingenieur, tot aufgefunden. Des Weiteren stellt sich heraus, dass alle Funkgeräte an Bord zerstört worden sind. Der Kommandant lässt ein Mitglied der Besatzung, welches er als Täter vermutet, festnehmen und einsperren.
Die Station kann nur noch Funksprüche empfangen, aber keine mehr senden.
Kurz darauf empfängt sie eine Warnung der ESA, dass eine defekte Raketenstufe aus Versehen in die Nähe der Raumstation gelangt sei. Ein Ausweichmanöver der Nippon misslingt. Diese Raketenstufe entpuppt sich aber als Raumkapsel von radikalen Islamisten. Mit Hilfe eines Komplizen an Bord docken diese an die Raumstation an und übernehmen das Kommando.
Ziel der Terroristen ist es, den Mikrowellenstrahl beim Überflug auf die von radikalen Islamisten belagerte Stadt Mekka zu richten, um einen Sieg der Islamisten wie durch ein Wunder herbeizuführen.
Die Islamisten sperren die Mannschaft in ein Abteil der Raumstation ein. Nach einem gescheiterten Befreiungsschlag, bei welchem ein Besatzungsmitglied von den Islamisten erschossen wird, wird die Besatzung der Nippon in die Raumkapsel der Terroristen gesperrt, welche anschließend abgedockt wird und in einigen Metern Entfernung schwebt.
An Bord dieser Raumkapsel befindet sich allerdings noch ein Raumanzug, mit dessen Hilfe es Carr gelingt, zurück an Bord der Nippon zu gelangen und die Islamisten zu überwältigen. Am Ende kommt es zum Kampf außerhalb der Raumstation zwischen Carr und dem Anführer der Terroristen, an dessen Ende der Islamist, dem Tod durch Erstickung überlassen, in den Raum davontrudelt.
Das Buch endet mit der Aufarbeitung dieses Überfalls und Carrs Plänen, in den USA eine Stelle in der Raumfahrt anzunehmen.

## Deutsche Ausgaben
- Hardcover-Erstausgabe bei Schneekluth, München 1996, ISBN 3-404-24259-9.
- Taschenbuchausgabe bei Bastei Lübbe, Bergisch Gladbach 1999, ISBN 3-404-24259-9.
- als Doppelband zusammen mit Kelwitts Stern bei Bastei-Lübbe, Bergisch Gladbach 2001, ISBN 3-404-25934-3.

## Übersetzungen
- Italienisch: Nippon Story, Fanucci Editore, Rom 1996, ISBN 88-347-0868-7
- Französisch: Station Solaire, Atalante, 2000, ISBN 2841721299
- Russisch: Солнечная станция, AST, 2002, ISBN 5-17-010557-6
- Tschechisch: Solární stanice (übersetzt von Ondřej Müller), Epocha, Prag 2007, ISBN 978-80-87027-22-6

## Preise
- 1997 – Deutscher Science Fiction Preis – Bester Roman
- 1997 – Kurd-Laßwitz-Preis – Bester Roman